# Anagrus ogloblini
Anagrus ogloblini is een vliesvleugelig insect uit de familie Mymaridae. De wetenschappelijke naam is voor het eerst geldig gepubliceerd in 1999 door Trjapitsyn.